# Тепловизор

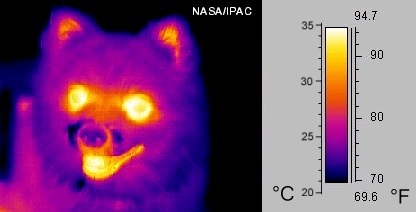
Изображение собаки, сделанное тепловизором.

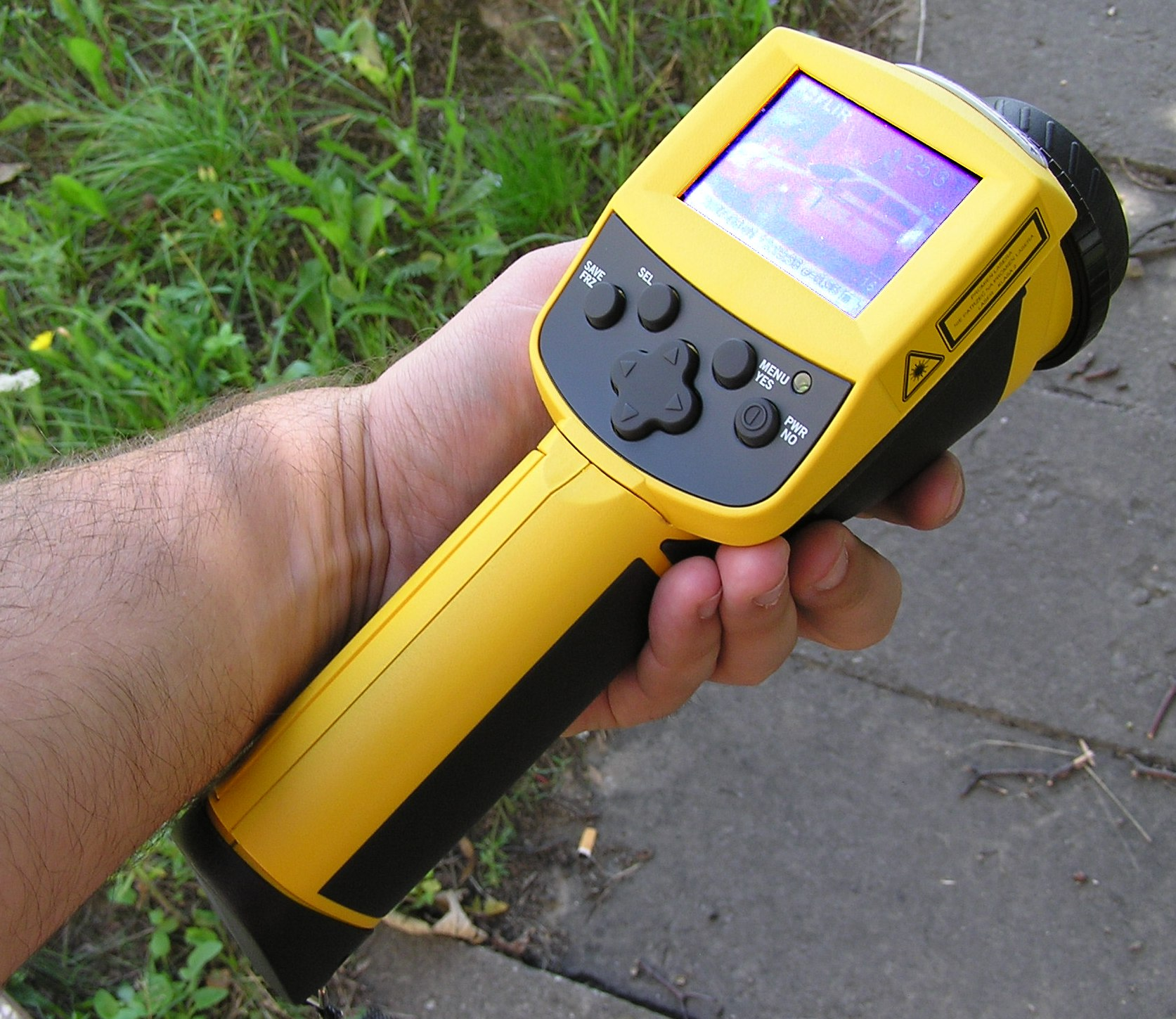

Теплови́зор (тепло + лат. vīsio «зрение; видение») — устройство для наблюдения за распределением температуры исследуемой поверхности. Распределение температуры отображается на дисплее как цветная картинка, где разным температурам соответствуют разные цвета. Изучение тепловых изображений называется термографией.

## Технологии

Зависимость спектра излучения абсолютно чёрного тела от температуры

Все тела, температура которых превышает температуру абсолютного нуля излучают электромагнитное тепловое излучение в соответствии с законом Планка. Спектральная плотность мощности излучения (функция Планка) имеет максимум, длина волны которого на шкале длин волн зависит от температуры. Положение максимума в спектре излучения сдвигается с повышением температуры в сторону меньших длин волн (закон смещения Вина). Тела, нагретые до температур окружающего нас мира (-50..+50 градусов Цельсия) имеют максимум излучения в среднем инфракрасном диапазоне (длина волны 7..14 мкм). Для технических целей интересен также диапазон температур до сотен градусов, излучающий в диапазоне 3..7 мкм. Температуры около тысячи градусов и выше не требуют тепловизоров для наблюдения, их тепловое свечение видно невооружённым глазом.

### Датчик
Исторически первые тепловизионные датчики для получения изображений были электронно-вакуумными. Наибольшее развитие получила разновидность на основе видиконов с пироэлектрической мишенью. В этих устройствах электронный луч сканировал поверхность мишени. Ток луча зависел от внутреннего фотоэффекта материала мишени под действием инфракрасного излучения. Такие приборы назывались пирикон или пировидикон. Существовали также другие типы сканирующих электронно-вакуумных трубок, чувствительных к тепловому спектру инфракрасного излучения, например термикон и фильтерскан.
На смену электронновакуумным приборам пришли твердотельные. Первые твердотельные датчики были одноэлементными, поэтому для получения двумерного изображения их оснащали электромеханической оптической развёрткой. Такие тепловизоры называются сканирующими. В них система из движущихся зеркал последовательно проецирует на датчик излучение от каждой точки наблюдаемого пространства. Датчик может быть одноэлементным, линейкой чувствительных элементов или небольшой матрицей. Для увеличения чувствительности и снижения инерционности датчики сканирующих тепловизоров охлаждают до криогенных температур. Лучшие охлаждаемые датчики способны реагировать на единичные фотоны и имеют время реакции менее микросекунды.
Современные тепловизоры, как правило, строятся на основе специальных матричных датчиков температуры — болометров. Они представляют собой матрицу миниатюрных тонкопленочных терморезисторов. Инфракрасное излучение, собранное и сфокусированное на матрице объективом тепловизора, нагревает элементы матрицы в соответствии с распределением температуры наблюдаемого объекта. Пространственное разрешение коммерчески доступных болометрических матриц достигает 1920*1080 точек. Коммерческие болометры обычно делают неохлаждаемыми для уменьшения цены и размеров оборудования.
Температурное разрешение современных тепловизоров достигает сотых долей градуса Цельсия.
Различают наблюдательные и измерительные тепловизоры. Наблюдательные тепловизоры показывают только градиенты температур объекта. Измерительные тепловизоры позволяют измерить значение температуры заданной точки объекта с точностью до коэффициента излучения материала объекта. Измерительные тепловизоры требуют периодической калибровки, для чего зачастую снабжены встроенным устройством для калибровки матрицы, обычно в виде шторки, температура которой точно измеряется. Шторка периодически надвигается на матрицу, давая возможность откалибровать матрицу по температуре шторки. Эта процедура занимает время порядка секунды, на которое изображение тепловизора перестает обновляться, что может быть критичным для некоторых наблюдательных применений, в частности, для стрелковых прицелов, поэтому наблюдательные тепловизоры не оснащаются этим механизмом.

### Оптика
Поскольку обычное оптическое стекло непрозрачно в среднем ИК диапазоне, оптику тепловизоров делают из специальных материалов. Чаще всего это германий, но он дорог, поэтому иногда используют халькогенидное стекло, селенид цинка, кремний, флюорит. В лабораторных целях оптику также можно делать из некоторых солей, например поваренной соли, также прозрачной в требуемом диапазоне длин волн.

## Бесконтактное измерение температуры

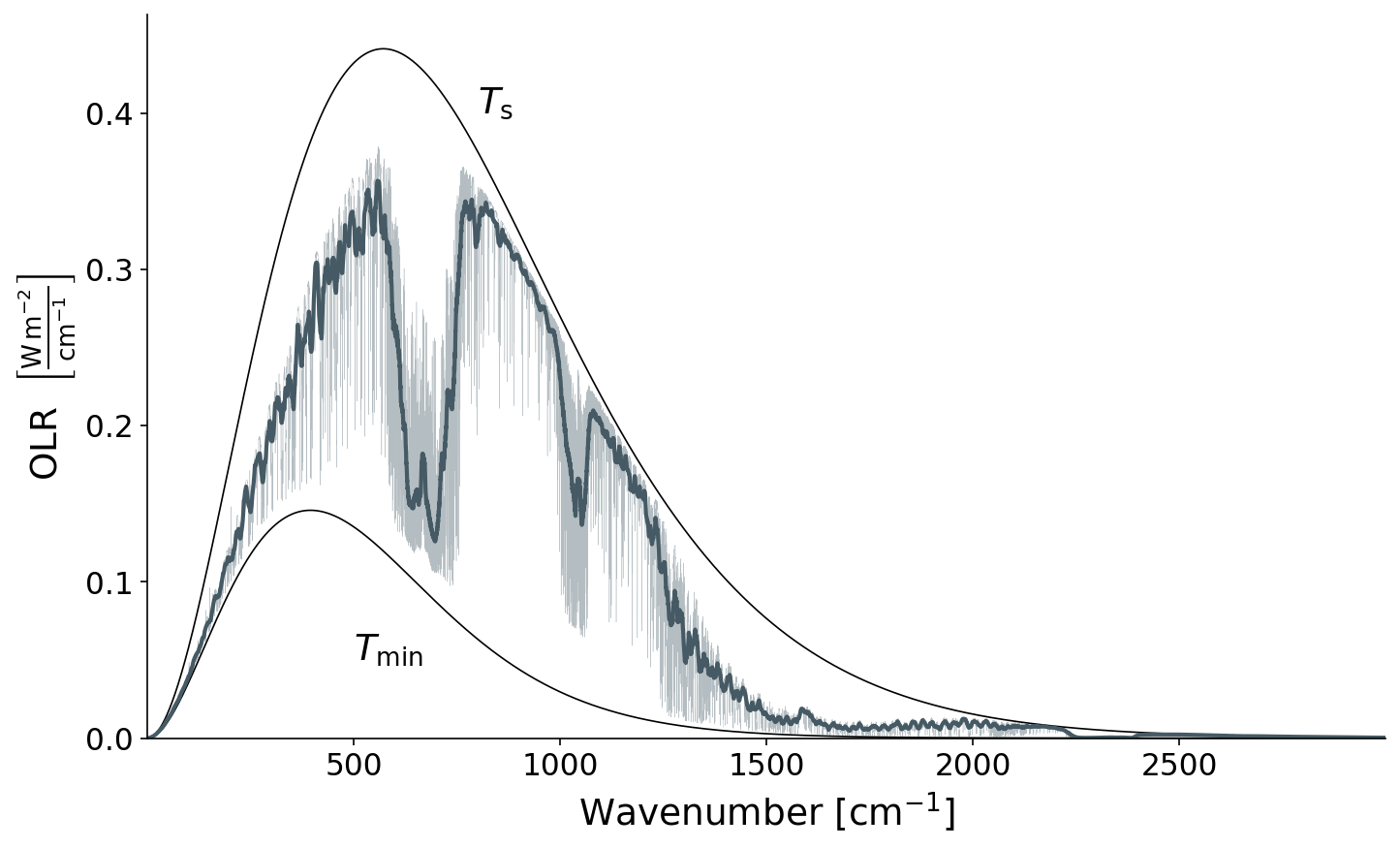
Пример различия в спектре теплового излучения реального объекта и абсолютно чёрного тела при одинаковой температуре. Ts — излучение абсолютно чёрного тела

Тепловизор позволяет косвенно судить о температуре объекта по его электромагнитному излучению в определённом диапазоне инфракрасного спектра. Однако отклонения оптических свойств реальных материалов от свойств идеального абсолютно чёрного тела затрудняет однозначное преобразование излучения, регистрируемого тепловизором, в точное значение температуры реального объекта.
Формула Планка описывает зависимость испускаемого телом электромагнитного излучения от температуры тела в идеальном случае, то есть в случае т. н. абсолютно чёрного тела. Однако реальные тела чаще всего отличаются от абсолютно чёрного тела, обладая индивидуальными свойствами отражения (рассеяния), пропускания (поглощения) и испускания электромагнитных волн. Свойства отражения (рассеяния) и пропускания определяют паразитную засветку объекта измерения от окружающих нагретых предметов, что может приводить к завышению показаний бесконтактного датчика температуры. Свойство поглощения излучения определяет подогрев объекта излучением окружающих нагретых предметов. Различие в свойстве испускания излучения реальных материалов и абсолютно чёрного тела приводит к занижению показаний температуры.

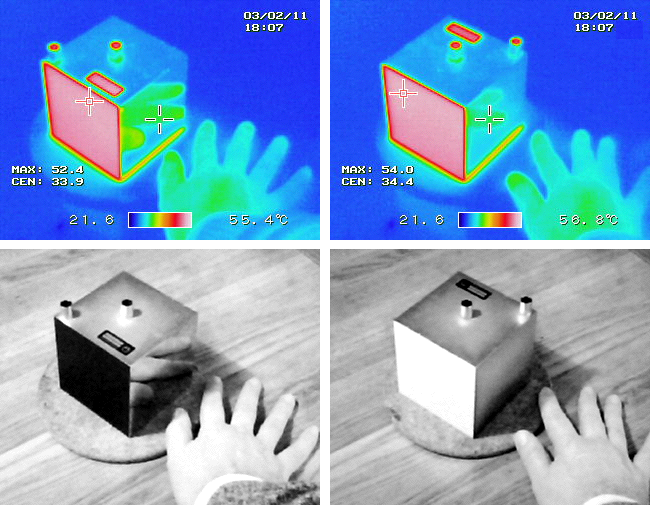
Нагретый куб Лесли. Видно что чёрная и белая грани куба имеют высокий коэффициент излучения и тепловизор показывает что грани горячие. А полированная и матовая грани куба сделаны из материала с низким коэффициентом излучения но с высоким коэффициентом отражения, потому в тепловизоре они выглядят холодными и в них отражается тепло руки.

Для демонстрации некоторых проблем определения температуры по излучению был придуман куб Лесли, у которого стороны выполнены из разных материалов. Изображения куба Лесли справа демонстрируют разницу в излучательных и отражательных свойствах разных граней куба при одной и той же температуре куба.
Для численной характеристики оптических свойств материалов, влияющих на уровень излучения от них, введены коэффициент отражения (коэффициент рассеяния), коэффициент пропускания (или коэффициент поглощения) и коэффициент излучения электромагнитных волн. Эти коэффициенты показывают отличия материала от оптически идеального, в частности, коэффициент излучения показывает насколько собственное тепловое излучение материала меньше излучения абсолютно чёрного тела при той же температуре. Ниже приведена таблица коэффициента излучения некоторых материалов в актуальной для тепловизоров части инфракрасного диапазона.
| Материал               | Коэффициент излучения |
| ---------------------- | --------------------- |
| Полированный алюминий  | 0,03                  |
| Анодированный алюминий | 0,55                  |
| Полированное золото    | 0,02                  |
| Полированное железо    | 0,21                  |
| Окисленное железо      | 0,64                  |
| Полированная сталь     | 0,07                  |
| Окисленная сталь       | 0,79                  |
| Черная сажа            | 0,95                  |
| Белая бумага           | 0,93                  |
| Дерево                 | 0,90                  |
| Полированное стекло    | 0,94                  |
| Человеческая кожа      | 0,98                  |
| Вода                   | 0,92                  |
| Снег                   | 0,80                  |

Все эти коэффициенты имеют зависимость от длины волны, то есть в видимом и инфракрасном диапазоне эти коэффициенты могут отличаться.

## История создания
Первые тепловизоры созданы в 30-х гг. XX в. Современные тепловизионные системы начали своё развитие в 60-е годы XX столетия. Первые тепловизионные датчики для получения изображений были электронно-вакуумными. Наибольшее развитие получили пириконы (пировидиконы). Существовали также другие типы сканирующих электронно-вакуумных трубок, чувствительных к тепловому спектру инфракрасного излучения, например термикон и фильтерскан. Затем появились тепловизоры на твердотельных сенсорах с оптико-механическим сканированием поля зрения, формируемого объективом и одноэлементным приёмником излучения. Такие устройства были крайне непроизводительны и позволяли наблюдать за происходящими в объекте температурными изменениями с очень низкой скоростью.
С развитием полупроводниковой техники и появлением фотодиодных ячеек ПЗС, позволяющих хранить принятый световой сигнал, стало возможным создание современных тепловизоров на основе матрицы ПЗС датчиков. Данный принцип построения изображений позволил создать портативные устройства, с высокой скоростью обработки информации, которые позволяют вести контроль за изменением температур в режиме реального времени.
Наиболее перспективным направлением развития современных тепловизоров является применение технологии неохлаждаемых болометров, основанной на сверхточном определении изменения сопротивления тонких пластинок, под действием теплового излучения всего спектрального диапазона. 

### В СССР и России
Первые тепловизоры гражданского назначения разрабатывались в СССР для медицинского применения в НПП «Исток» в 1970-х годах. С конца 1970-х началось серийное производство сканирующего тепловизора на охлаждаемом твердотельном датчике ТВ-03. К моменту распада СССР выпускалась широкая гамма тепловизоров гражданского и промышленного назначения.
Тепловизоры военного назначения получили развитие с 1970-х годов первоначально в виде авиационных оптико-локационных станций (ОЛС). К концу 1980-х годов первые серийные тепловизионные прицелы «Агава-2» начали устанавливать и на танках.
Развал постсоветской промышленности 1990-х годов и разработка на западе эффективных неохлаждаемых болометрических матриц вызвал значительное отставание России в этой области. Тепловизионные датчики и системы для гражданских и военных целей закупались за границей. Тем не менее начали появляться сообщения о преодолении технологического отставания и развертывании производства национальных датчиков.

## Область применения

### Контроль утечки энергоресурсов

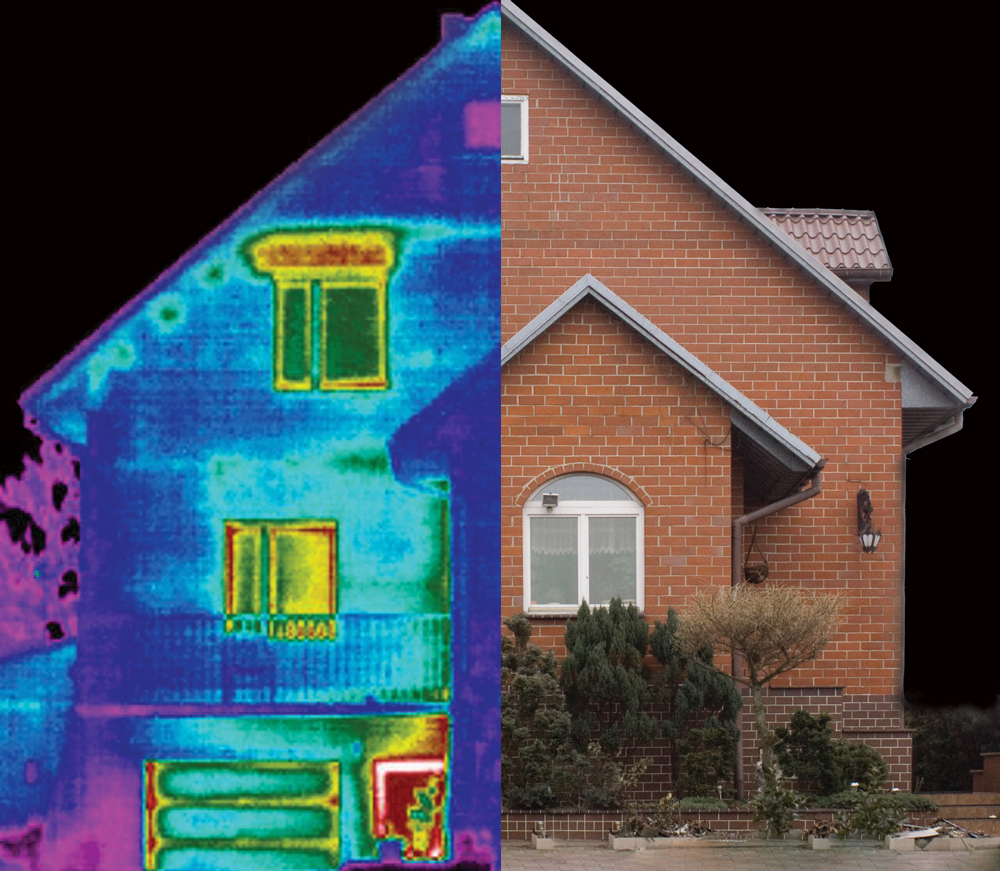
Поиск мест утечки тепла

Тепловизоры нашли широкое применение как на крупных промышленных предприятиях, где необходим тщательный контроль за тепловым состоянием объектов, так и в небольших организациях, занимающихся поиском неисправностей сетей различного назначения.
Особенно широкое применение тепловизоры получили в строительстве при оценке теплоизоляционных свойств конструкций. Так, к примеру, с помощью тепловизора можно определить области наибольших теплопотерь в доме.

### Прибор ночного видения

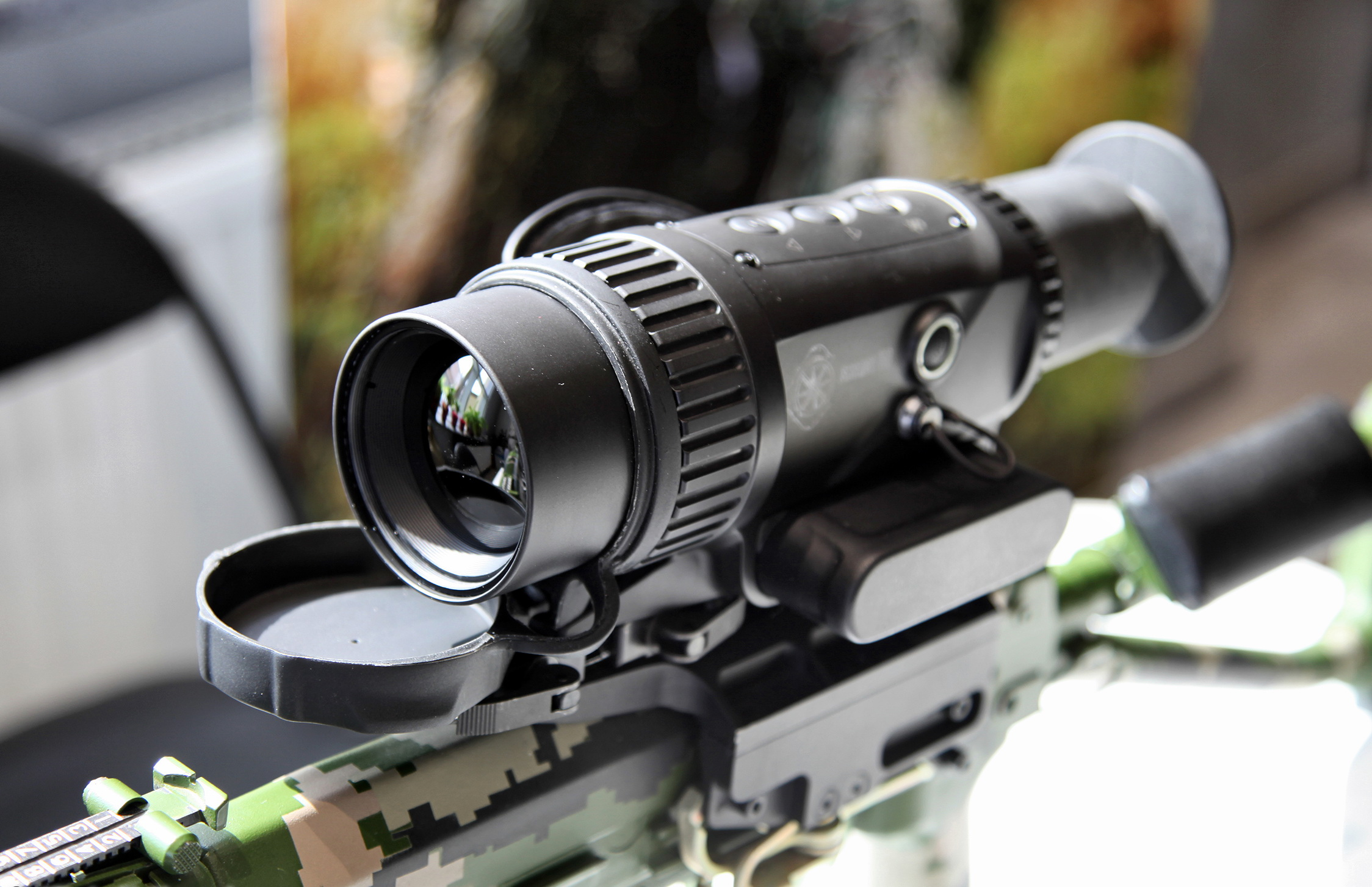
Тепловизионный прицел для стрелкового оружия. Хорошо видна германиевая линза

Тепловизоры применяются вооружёнными силами в качестве приборов ночного видения для обнаружения теплоконтрастных целей (живой силы и техники) в любое время суток, несмотря на применяемые противником обычные средства оптической маскировки в видимом диапазоне (камуфляж). Тепловизор стал важным элементом прицельных комплексов ударной армейской авиации и бронетехники. Применяются и тепловизионные прицелы для ручного стрелкового оружия, хотя в силу высокой цены широкого распространения они пока не получили.

### Пожарные и спасательные службы

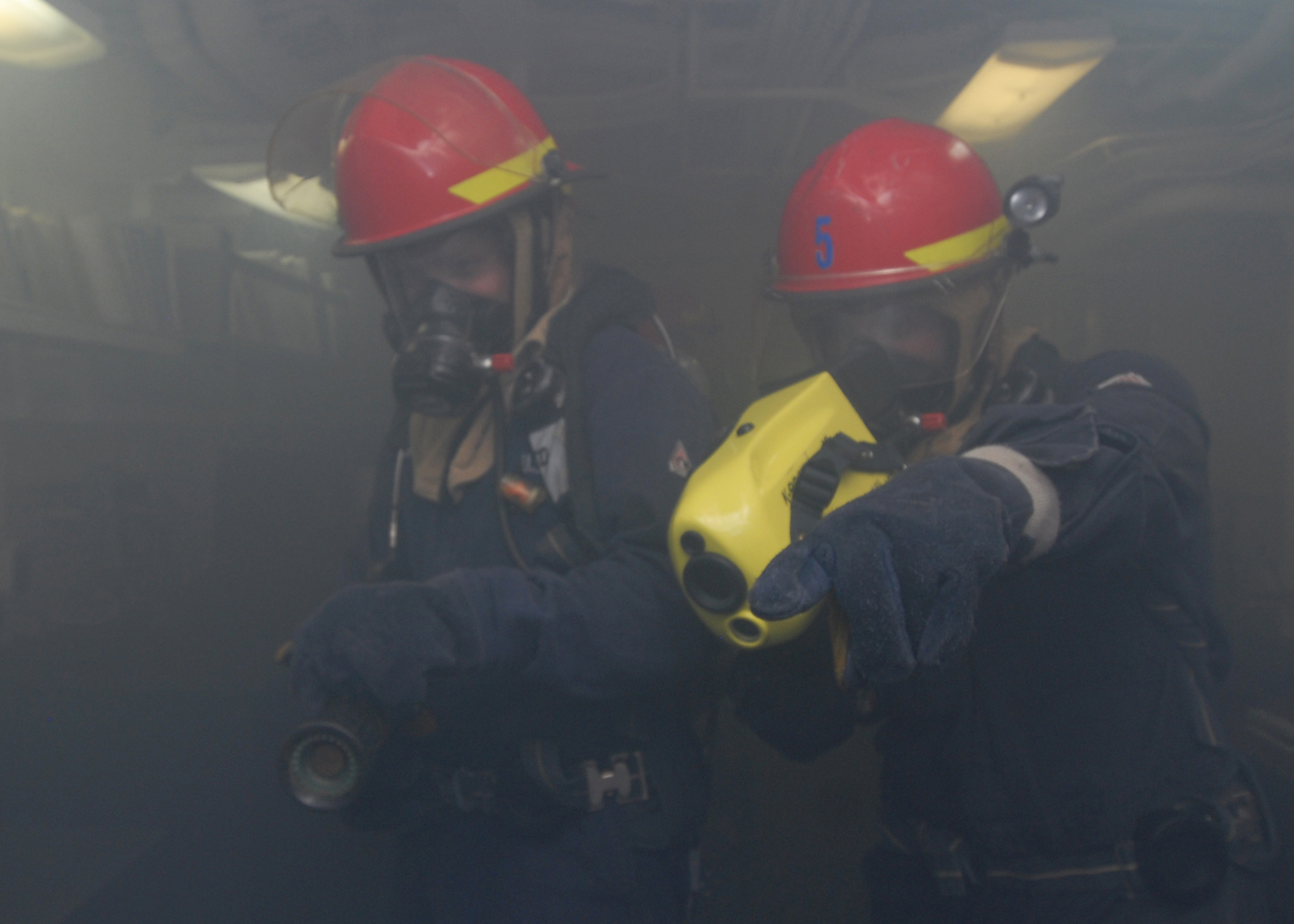
Пожарный с тепловизором

Тепловизоры применяют пожарные и спасательные службы для поиска пострадавших, выявления очагов горения, анализа обстановки и поиска путей эвакуации.

### Медицина

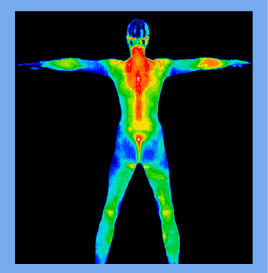

Кожа человека имеет высокий коэффициент излучения (~0,98), близкий к коэффициенту излучения абсолютно чёрного тела, что делает информативным наблюдение тепловизором за температурой кожи человека. Низкий коэффициент отражения кожи в тепловом ИК диапазоне минимизирует влияние нагретых предметов окружающей среды. Тепловизор позволяет регистрировать как статическое распределение температуры так и динамику температурного распределения кожи. Поверхностное распределение температуры кожи обусловлено состоянием подкожных сосудов, мышц, внутренних органов, жировой прослойки. Физиология терморегуляции может зависеть как от окружающих условий так и от физической или эмоциональной нагрузок, а также действия фармакологических препаратов.
Разработки тепловизоров для медицины были начаты в СССР в НПП «Исток» (г. Фрязино Московской обл.) в 1968 году. В 1980-е годы были разработаны методы применения тепловизоров для диагностики различных заболеваний. Выпускаемый в те годы отечественной промышленностью тепловизор ТВ-03 имел широкое применение в различных лечебно-профилактических учреждениях. ТВ-03 был первым тепловизором, нашедшим применение в нейрохирургии.
В современной медицине тепловизор используется для выявления патологий, плохо поддающихся диагностике другими способами, в том числе для обнаружения злокачественных опухолей.

#### Выявление больных ОРВИ
С целью предотвращения эпидемий с 2008 года тепловизоры начали использовать для выделения из толпы лиц с высокой температурой, которой сопровождаются острые респираторные заболевания. Пандемия COVID-19, распространившаяся в мире в 2020 году, увеличила спрос на тепловизоры для бесконтактного измерения температуры тела в общественных местах и местах скопления людей. В этом же году Роскомнадзор указал на нюансы использования тепловизоров для измерения температуры работников и посетителей организаций. Следует, однако, учитывать, что тепловизор измеряет температуру открытых кожных покровов и потому его показания могут зависеть не только от температуры тела но и от других факторов, в частности климатических условий.
В традиционной медицинской практике измерения температуры тела человека выполняются контактными термометрами в четырёх областях: подмышечной впадине (в норме 36,6..36,8°С), под языком (в норме 36,7..36,8°С), в прямой кишке (в норме 37°С), в наружном слуховом проходе. При необходимости дистанционного измерения температуры эти области являются недоступными, чаще всего доступна лишь область лица. Пандемия COVID-19 заставила искать быстрые бесконтактные способы измерения температуры, и распространение получили тепловизоры измеряющие температуру в наружном слуховом проходе со сменяемым одноразовым наконечником.

### Металлургия и машиностроение
При контроле температуры сложных процессов, характеризующихся неравномерным нагревом, нестационарностью и неоднородностью коэффициента теплового излучения, тепловизоры эффективнее пирометров, поскольку анализ получаемой термограммы или температурного поля осуществляется мощной зрительной системой человека.
Для улучшения достоверности измерения температуры нагреваемых металлов необходимо правильно выбирать спектральный диапазон регистрации теплового излучения. Коэффициент теплового излучения ε металлов, нагреваемых свыше 400 °C, сильно изменяется за счёт окисления их поверхности атмосферным кислородом. Поэтому для регистрации их теплового излучения нужно выбирать участок спектра, в котором влияние неопределённости ε на получаемые показания температуры минимальное.
В тепловизионной технике используют разные участки спектра. При измерении невысоких температур регистрируют тепловое излучение в спектральном участке 8-14 мкм и иногда в области 3-5 мкм. Для измерения температур, превышающих 700 °C, применяют высокотемпературные тепловизоры, использующие матрицы на основе Si или InGaAs, которые чувствительны в ближней инфракрасной области спектра, где коэффициент теплового излучения металлов ε гораздо больше, чем в области 8-14 мкм. При необходимости измерения истинной температуры используют тепловизоры, регистрирующие тепловое излучение в трёх участках спектра.

### Другие применения
- Астрономические инфракрасные телескопы[англ.].

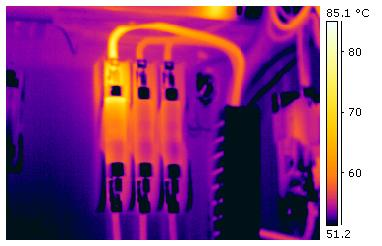
Поиск перегрева электроцепей

- Система ночного вождения для облегчения контроля дорожной обстановки водителем.
- Контроль электроцепей на предмет перегрева проводников и плохого контакта.
- Ветеринарный контроль.

## Смартфоны
В 2014 году компания FLIR Systems выпустила кожух для смартфонов Apple, в который вмонтирован тепловизор. В том же году компания Seek Thermal выпустила отдельную тепловизионную камеру для iOS и Android устройств. В феврале 2016 года анонсирован первый смартфон Caterpillar S60 со встроенным тепловизором, разработанным компанией FLIR.

## Курьёзы
В январе 2020 года гражданин Узбекистана при нелегальном пересечении белорусско-литовской границы использовал шапочку из фольги, чтобы обмануть тепловизоры пограничников. Сообщалось, что подобные случаи фиксировались неоднократно.

## Изображения

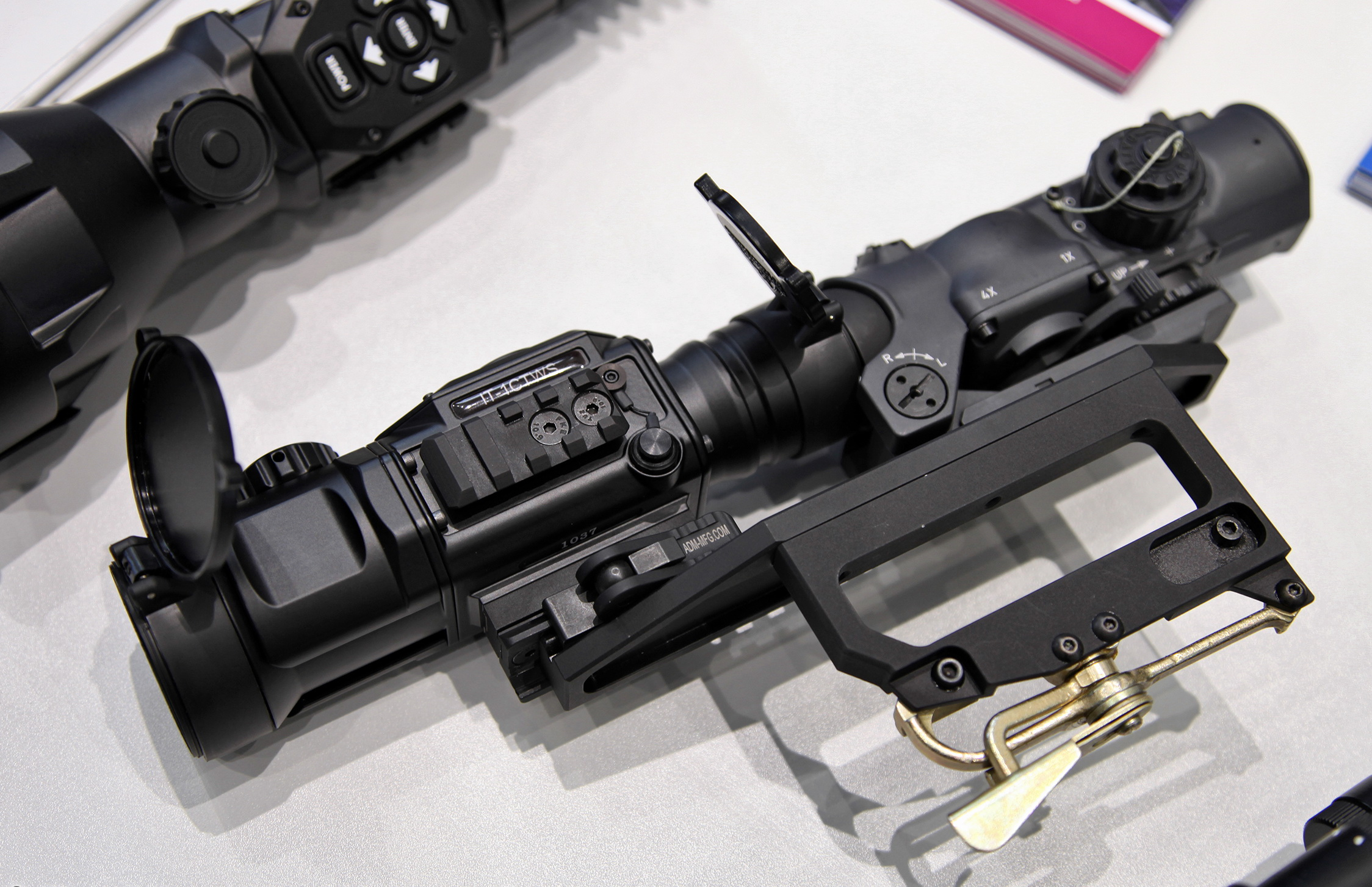
Тепловизионная насадка для дневных прицелов
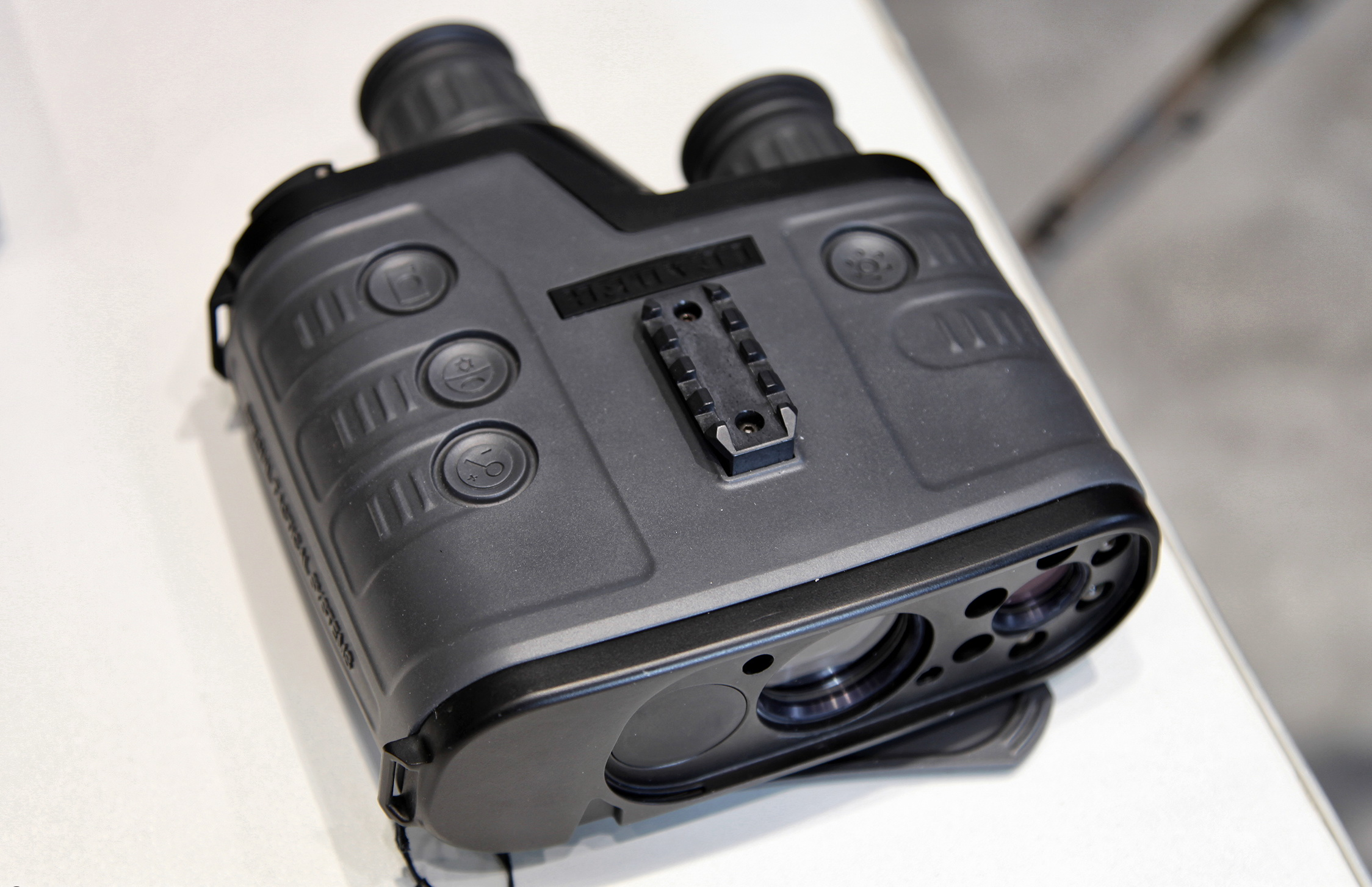
Универсальный наблюдательный прибор охраны
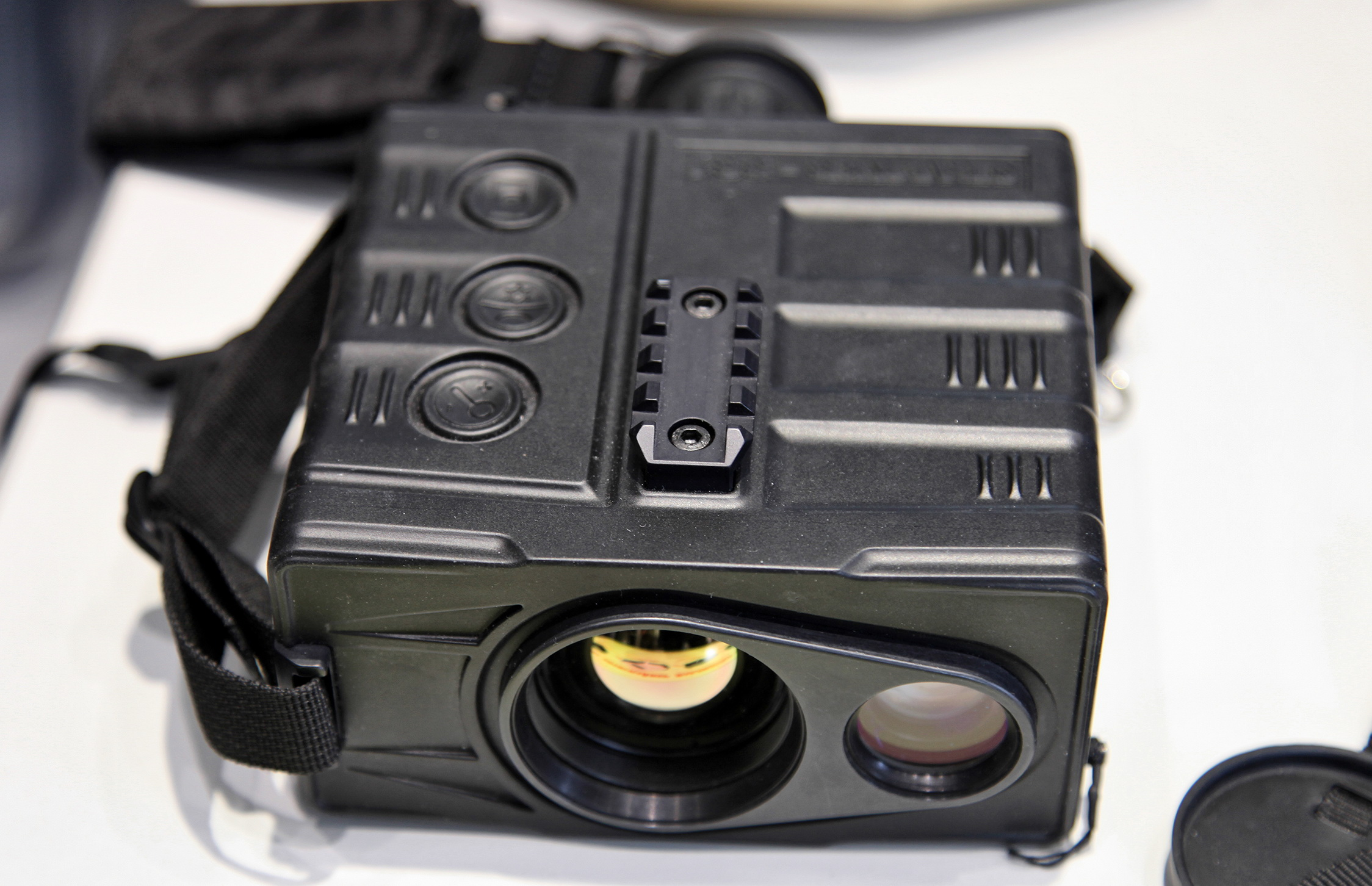
Двухканальный тепловизионно-телевизионный прибор круглосуточного применения
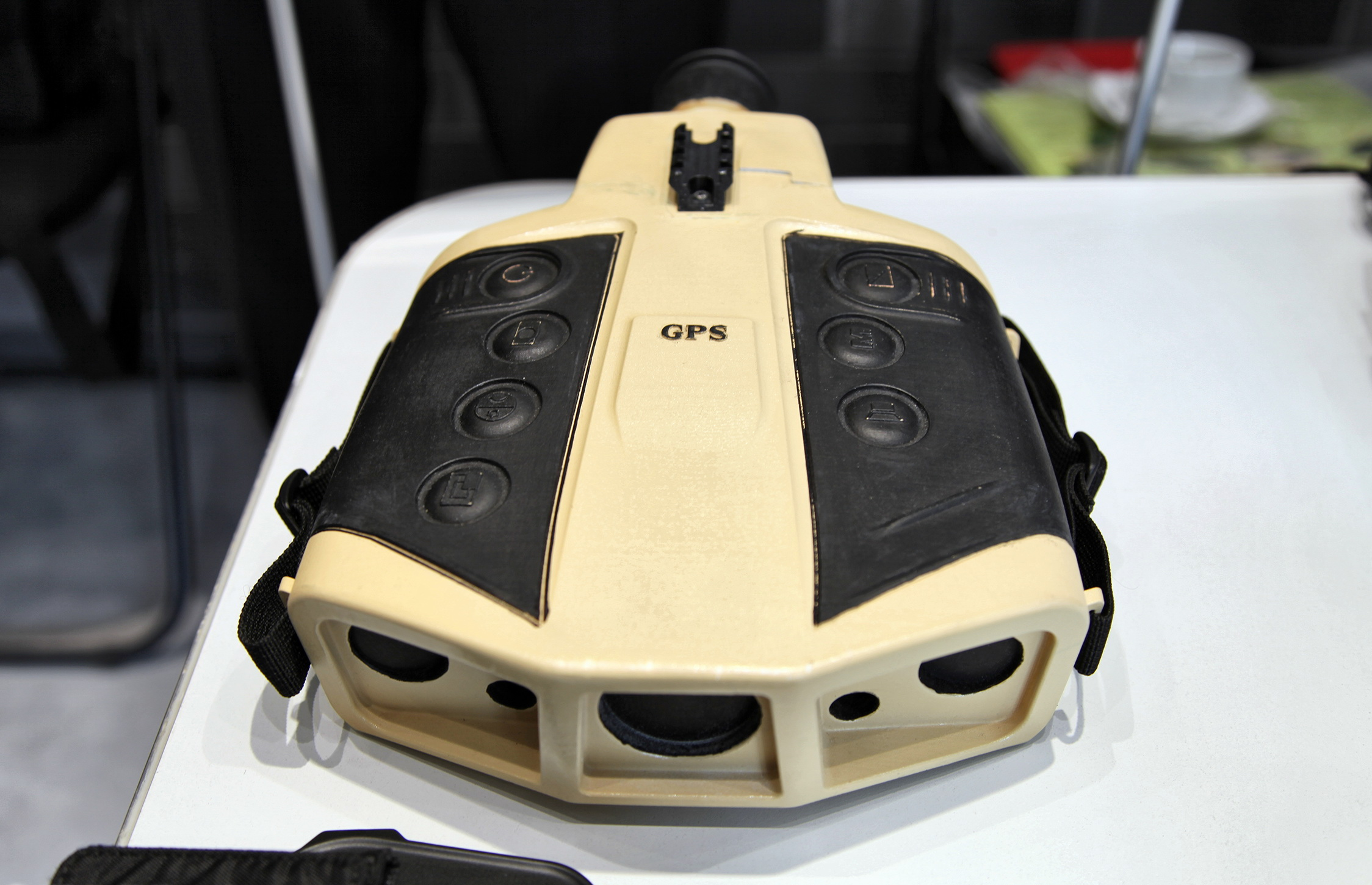
Мультиспектральная многоцелевая система наблюдения и целеуказания
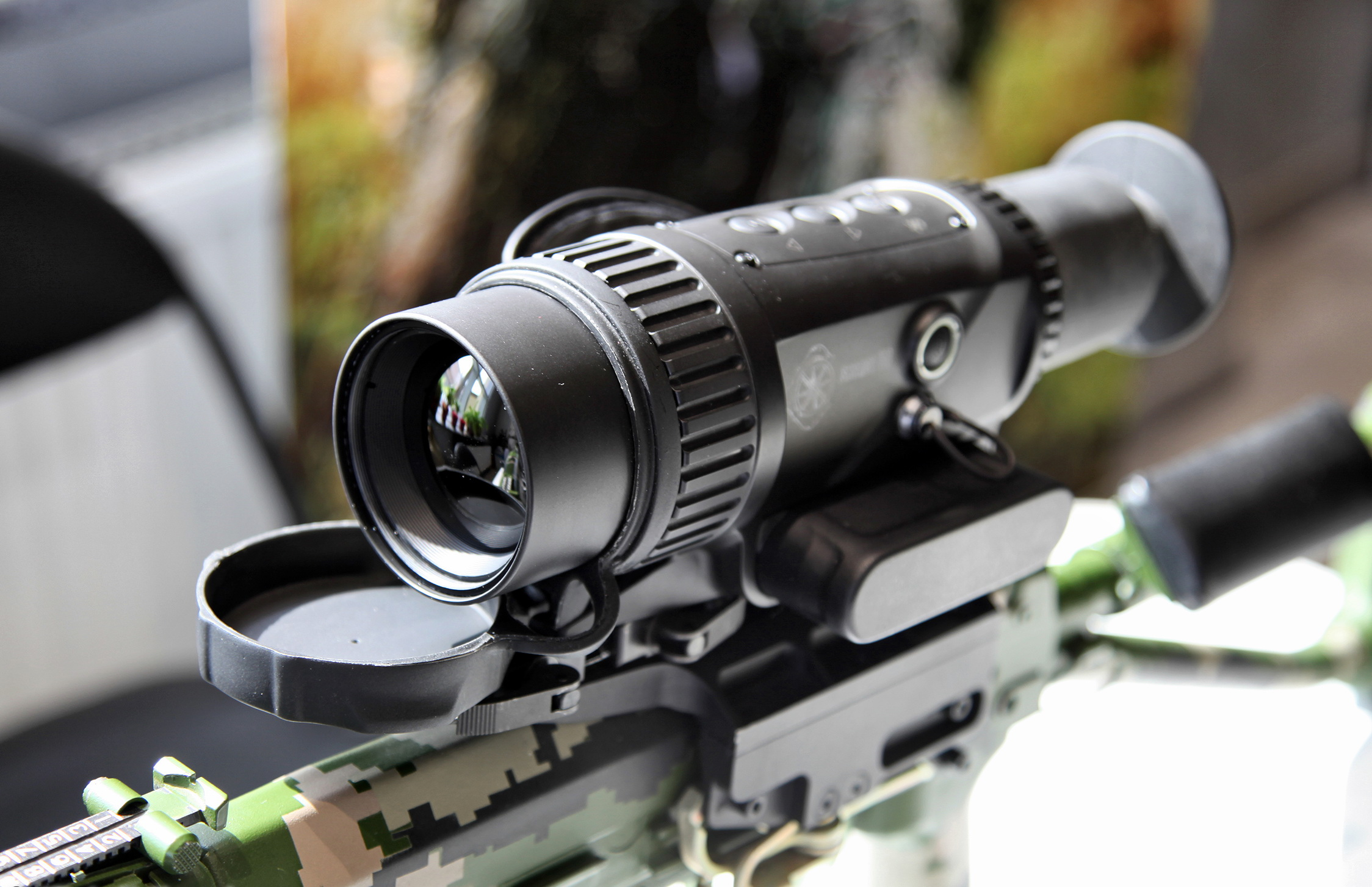
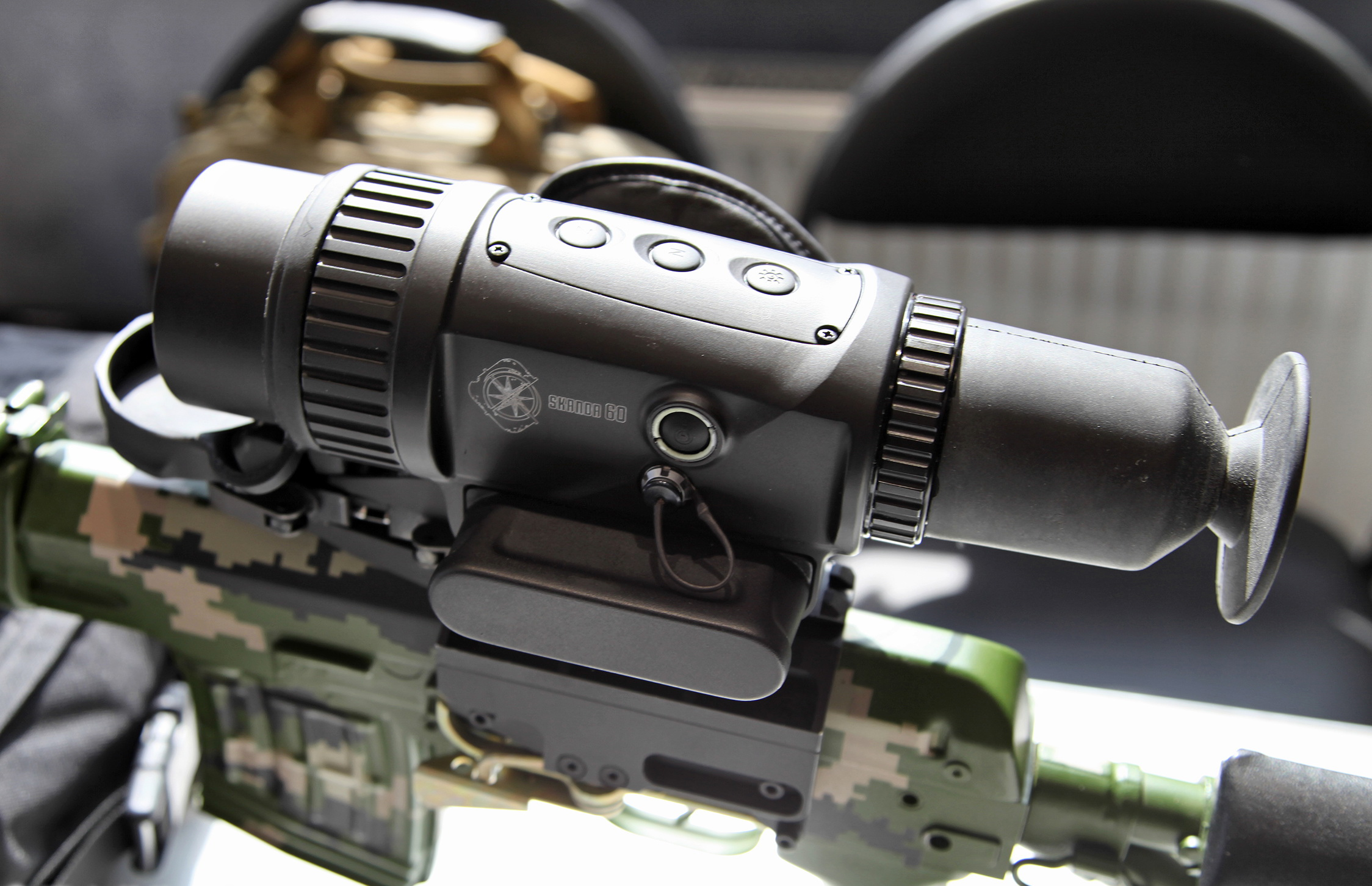
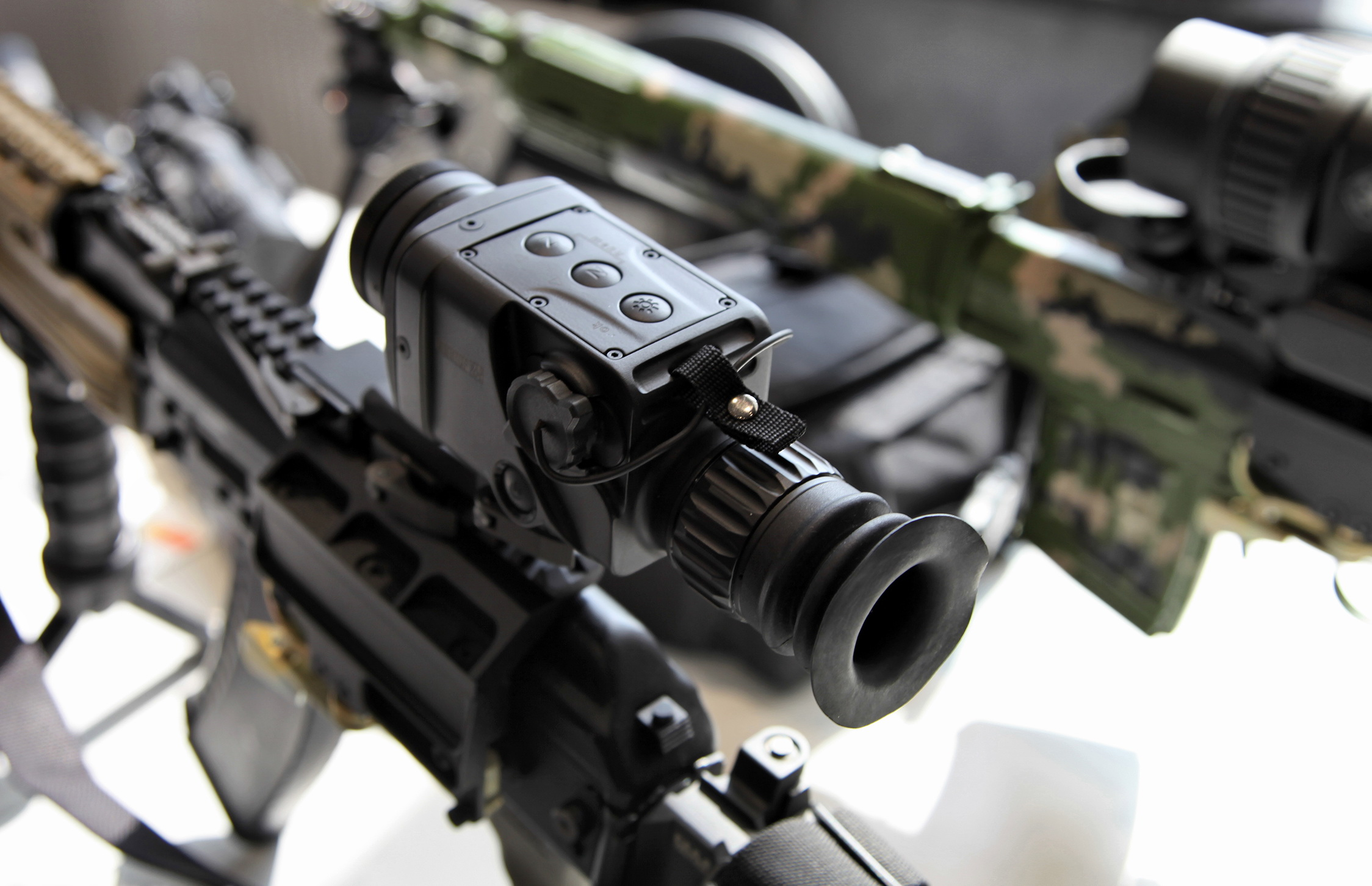
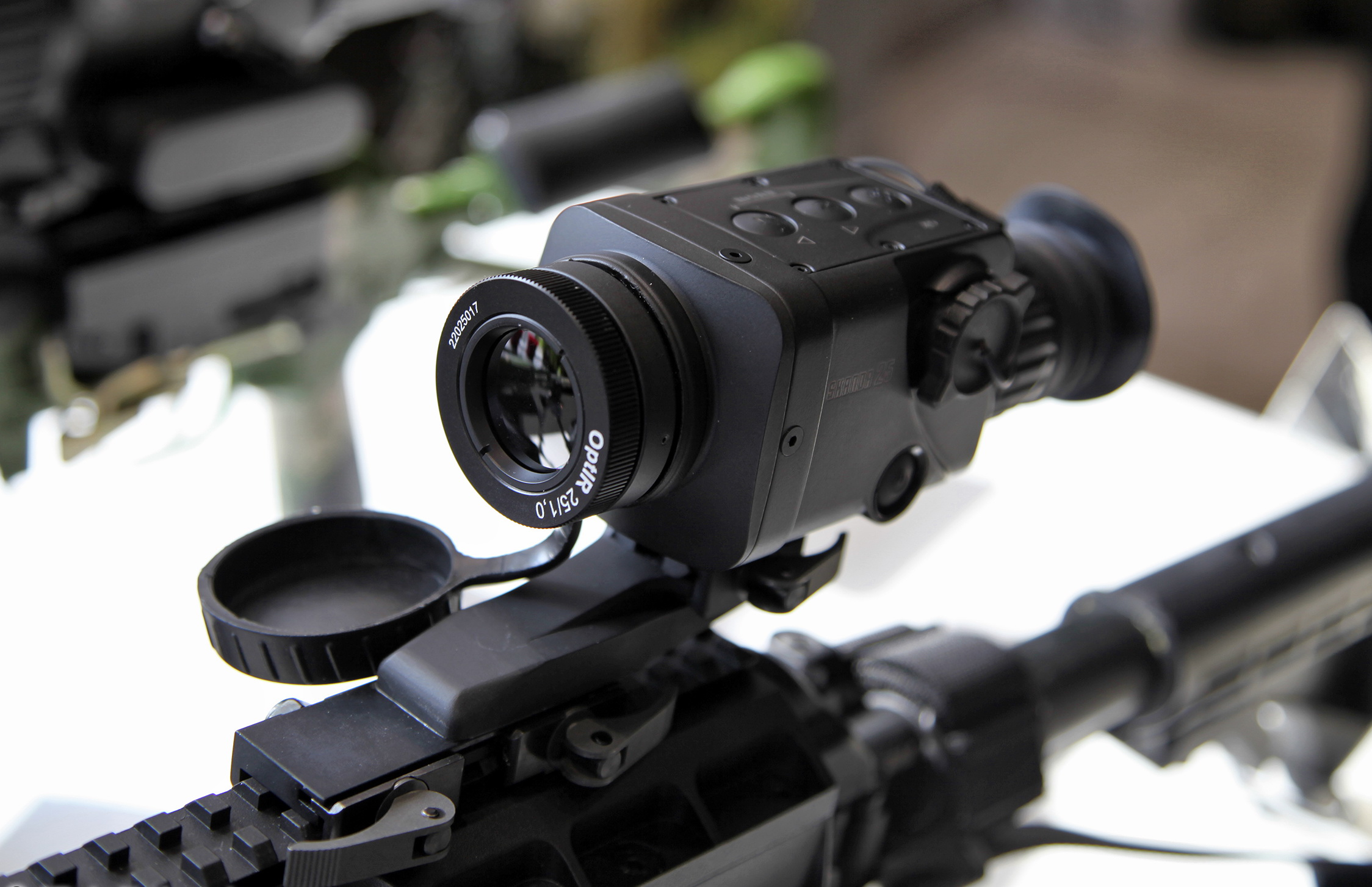
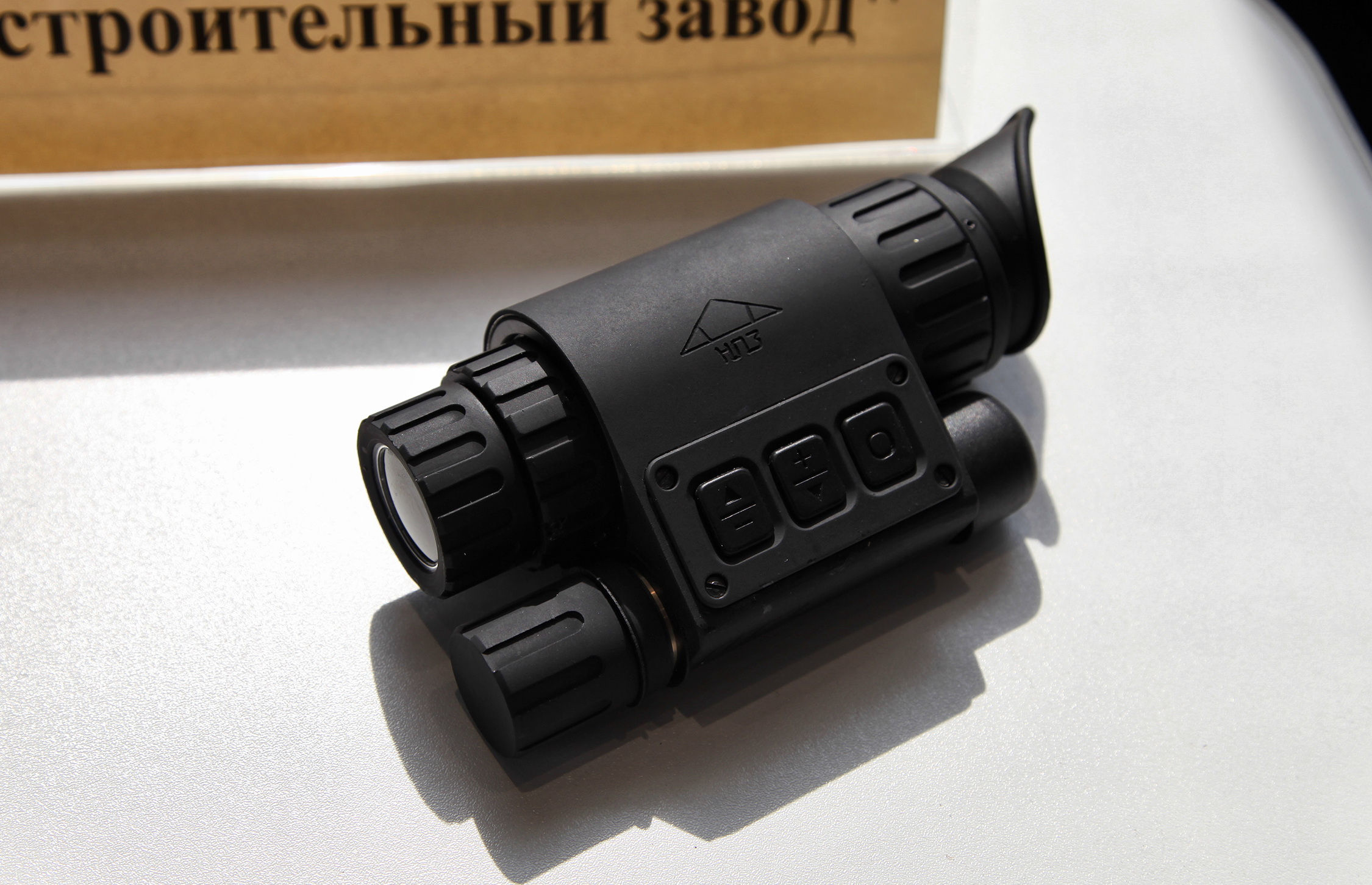
Монокуляр тепловизионный
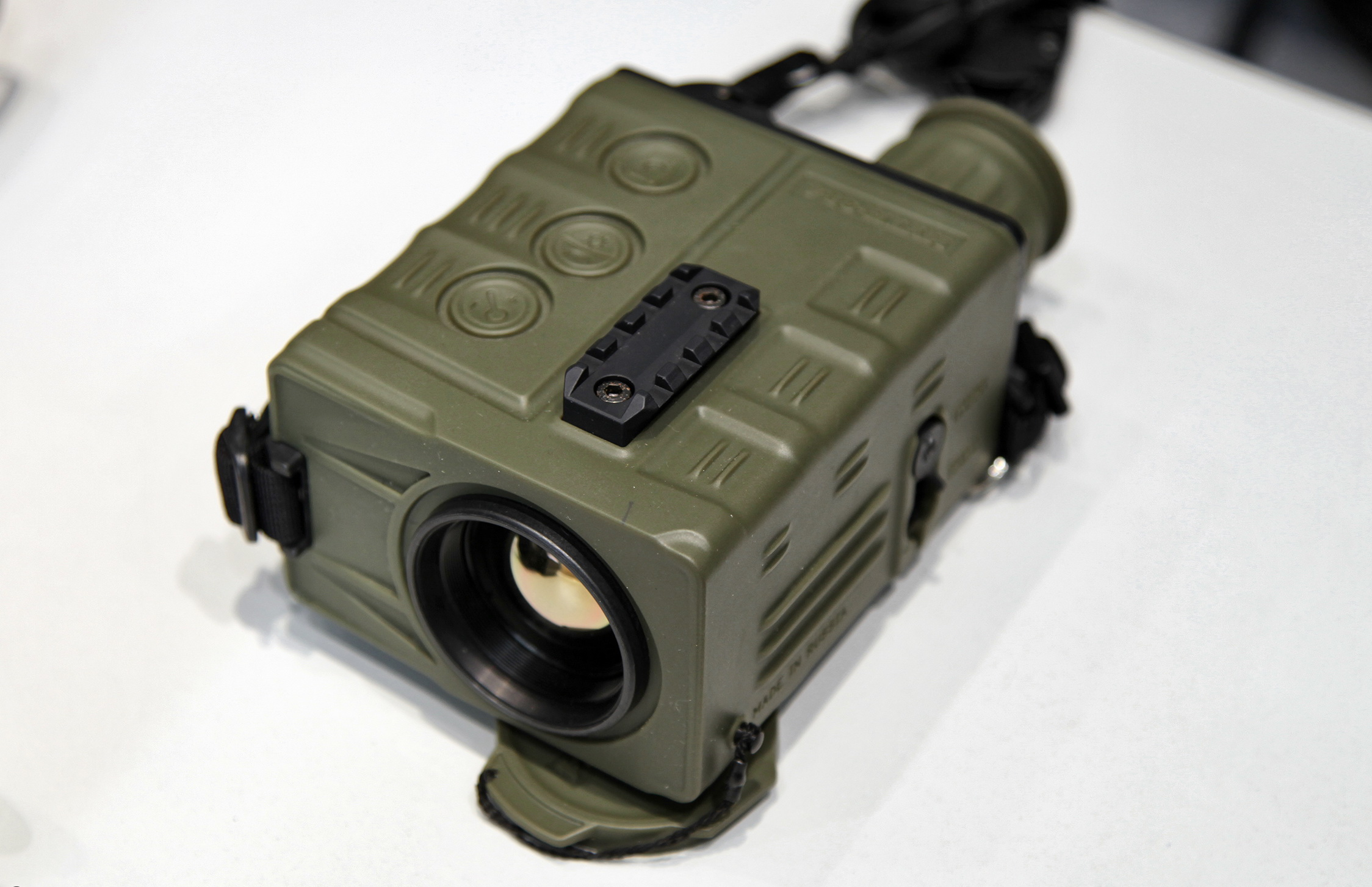
Тепловизионный прибор круглосуточного наблюдения